# Йохан Фридрих Карл II фон Алвенслебен
Йохан Фридрих Карл II Гебхард фон Алвенслебен (на немски: Johann Friedrich Karl II Gebhard von Alvensleben; * 7 септември 1778, Айхенбарлебен; † 12 февруари 1831, Шохвиц, днес част от Залцатал) е благородник от род Алвенслебен, собственик на рицарското имение Шохвиц (днес част от Залцатал) в Саксония-Анхалт и пруски генерал-лейтенант, участник във войните 1792 и 1794 година.

## Биография
Той е най-малкият син на съветника Гебхард XXVIII фон Алвенслебен (1734 – 1801) от Айхенбарлебен и съпругата му Йохана Каролина Кристиана фон Алвенслебен-Калбе-Рода (1746 – 1787). Баща му купува през 1783 г. имението Шохвиц и го преписва на него през 1799 г.
На дванадесет години през юли 1791 г. Йохан Фридрих Карл е записан в сухопътната войска на херцога на Брауншвайг и участва през 1792 и 1793 г. в Руско-полската война. На 19 години през октомври 1797 г. той става „секонде“-лейтенант. През 1813 г. участва в „освободителната война“. През януари 1814 г. той е полковник и ръководи успешно пруската гарда в „битката при Париж“ на 30 март 1814 г. и цар Александър I още на бойното поле го награждава със своя „Орден на Св. Георг“. Той получава и „рицарския кръст“ на „ордена на Мария Терезия“.
През 1817 г. Алвенслебен е издигнат на генерал-майор. От 1818 г. той е командир на „1. гвардейска дивизия на Германския райх“, от 1820 г. е командир на „2. гвардейска дивизия“. През 1829 г. е генерал-лейтенант, но напуска през 1830 г. по здравословни причини.
Умира на 52 години на 12 февруари 1831 година.

## Фамилия
Йохан Фридрих Карл II фон Алвенслебен се жени на 10 юни 1800 г. за Каролина фон Хиршфелд (* 13 март 1783; † 30 януари 1849), дъщеря на пруския генерал Карл Фридрих фон Хиршфелд (1747 – 1818) и Каролина Фридерика Филипина фон Фагяс (1761 – 1795). Те имат единадесет деца, между тях:
- Херман фон Алвенслебен (* 10 април 1809, Шохвиц; † 8 януари 1887, Шохвиц), женен на 6 октомври 1836 г. в Добриц за Каролина фон Калич (1814 – 1878).